# C/2016 U1 (NEOWISE)
Pour les articles homonymes, voir NEOWISE et Comète NEOWISE.
C/2016 U1 (NEOWISE) est une comète hyperbolique découverte le 21 octobre 2016 par NEOWISE, l'élément chasseur de comète et d’astéroïdes de la mission Wide-field Infrared Survey Explorer (WISE). La comète devait être visible (éventuellement à l'aide de jumelles) par les observateurs terrestres durant la première semaine de 2017. Elle passe au plus près du Soleil le 14 janvier 2017. Elle ne constitue pas une menace pour la Terre.